# Serbie au Concours Eurovision de la chanson 2013
La Serbie est l'un des trente-neuf pays participants du Concours Eurovision de la chanson 2013, qui se déroule à Malmö en Suède. Le pays représenté par le groupe Moje 3 et sa chanson Ljubav je svuda, est annoncée le 3 mars 2013, à la suite de sa victoire lors de la finale nationale Beosong 2013.

## Sélection

### Format
Beosong 2013 était la finale nationale organisée par la RTS afin de sélectionner l'entrée serbe pour le Concours Eurovision de la chanson 2013. La sélection comprenait une demi-finale avec quinze chansons et une finale avec cinq chansons qui ont eu lieu les 2 et 3 mars 2013, respectivement[2] Les deux émissions étaient présentées par Maja Nikolić avec des interviews en coulisses menées par Gorica Nešović et Dragan Ilić.  
Les deux émissions ont été diffusées sur RTS1, RTS HD et RTS Sat, ainsi qu'en ligne sur le site web du radiodiffuseur rts.rs et sur le site officiel du Concours Eurovision de la chanson eurovision.tv[3]. 

### Chansons sélectionnées
Les artistes et les auteurs-compositeurs ont pu soumettre leurs œuvres entre le 1er décembre 2012 et le 20 janvier 2013. Les artistes devaient être citoyens serbes et soumettre leurs œuvres dans l'une des langues officielles de la république de Serbie, tandis que les auteurs-compositeurs de toute nationalité étaient autorisés à soumettre des chansons[4]. 
À la clôture du délai, 171 œuvres ont été soumises[5]. Un comité de sélection a examiné les œuvres soumises et en a sélectionné quinze pour la finale nationale. Le comité de sélection était composé de Biljana Krstić (rédactrice en chef de la musique à Radio Belgrade), Momčilo Bajagić (musicien et compositeur), Vladimir Maričić (compositeur et pianiste), Dragoslav Stanisavljević (rédacteur en chef de la section jazz à la RTS) et Dobroslav Predić (rédacteur en chef de la musique à la RTS)[6] Les œuvres en compétition sélectionnées ont été annoncées le 31 janvier 2013[7].
| Ordre | Artiste             | Chanson                                         |   |                  |                               |
| ----- | ------------------- | ----------------------------------------------- | - | ---------------- | ----------------------------- |
| Ordre | Artiste             | Chanson                                         | 1 | Aleksandra Dabić | "Savršen kraj" (Савршен крај) |
| 2     | Dušan Svilar        | "Spas" (Спас)                                   |   |                  |                               |
| 3     | Dušan Zrnić         | "Što prolazim" (Што пролазим)                   |   |                  |                               |
| 4     | Igor Terzija        | "Moja svetlosti" (Моја светлости)               |   |                  |                               |
| 5     | Kal                 | "Kadifa usne" (Кадифа усне)                     |   |                  |                               |
| 6     | Kristina Savić      | "Za tebe živim" (За тебе живим)                 |   |                  |                               |
| 7     | Ksenija Kočetova    | "Svetla pale se za nas" (Светла пале се за нас) |   |                  |                               |
| 8     | Maja Nikolić        | "Blagoslov" (Благослов)                         |   |                  |                               |
| 9     | Maja Odžaklievska   | "Anđeo s neba" (Анђео с неба)                   |   |                  |                               |
| 10    | Marija Mihajlović   | "Halo" (Хало)                                   |   |                  |                               |
| 11    | Moje 3              | "Ljubav je svuda" (Љубав је свуда)              |   |                  |                               |
| 12    | Nenad Milosavljević | "Ruža od baruta" (Ружа од барута)               |   |                  |                               |
| 13    | Saška Janković      | "Duga u tvojim očima" (Дуга у твојим очима)     |   |                  |                               |
| 14    | SKY's               | "Magija" (Магија)                               |   |                  |                               |
| 15    | Žarko Stepanov [sr] | "Tren" (Трен)                                   |   |                  |                               |

## Émissions

### Demi-finale: 2 mars 2013
| Ordre | Artiste             | Chanson                 | Télévote | Place |
| ----- | ------------------- | ----------------------- | -------- | ----- |
| 1     | Moje 3              | "Ljubav je svuda"       | 10,994   | 1     |
| 2     | Igor Terzija        | "Moja svetlosti"        | 578      | 15    |
| 3     | Maja Nikolić        | "Blagoslov"             | 769      | 11    |
| 4     | Kal                 | "Kadifa usne"           | 1,553    | 7     |
| 5     | Nenad Milosavljević | "Ruža od baruta"        | 1,495    | 8     |
| 6     | Saška Janković      | "Duga u tvojim očima"   | 3,628    | 3     |
| 7     | Dušan Zrnić         | "Što prolazim"          | 590      | 14    |
| 8     | Maja Odžaklievska   | "Anđeo s neba"          | 616      | 13    |
| 9     | Dušan Svilar        | "Spas"                  | 7,518    | 2     |
| 10    | SKY's               | "Magija"                | 1,995    | 4     |
| 11    | Ksenija Kočetova    | "Svetla pale se za nas" | 618      | 12    |
| 12    | Marija Mihajlović   | "Halo"                  | 1,691    | 5     |
| 13    | Aleksandra Dabić    | "Savršen kraj"          | 1,614    | 6     |
| 14    | Kristina Savić      | "Za tebe živim"         | 894      | 9     |
| 15    | Žarko Stepanov      | "Tren"                  | 894      | 10    |

### Finale: 3 mars 2013
| Ordre | Artiste           | Chanson               | Télévote | Place |
| ----- | ----------------- | --------------------- | -------- | ----- |
| 1     | Saška Janković    | "Duga u tvojim očima" | 6,471    | 3     |
| 2     | SKY's             | "Magija"              | 3,403    | 5     |
| 3     | Dušan Svilar      | "Spas"                | 20,298   | 2     |
| 4     | Marija Mihajlović | "Halo"                | 5,013    | 4     |
| 5     | Moje 3            | "Ljubav je svuda"     | 25,959   | 1     |

## À l'Eurovision
La Serbie participa à la première demi-finale, le 14 mai 2013. Y arrivant 11e avec 46 points, le pays échoue à se qualifier pour la finale du 18 mai 2013. 